# Galaxy (traghetto)
Il Galaxy è un traghetto appartenente alla compagnia di navigazione A-Ships Management.

## Servizio
Varato il 23 marzo 1978 nel Cantiere navale di Stettino con il nome di Silesia e consegnato il 26 giugno 1979 alla Polferries, prende servizio nello stesso mese nei collegamenti tra Swinoujscie e Ystad ed in quelli tra Danzica, Nynäshamn ed Helsinki.
Dal 1º luglio 1983 al 1985 viene noleggiato alla CoTuNav ed impiegato nei collegamenti tra Tunisi e Genova ed in quelli tra Tunisi, La Valletta, Livorno ed Il Pireo.
Da maggio 1985 ad ottobre 1986 viene noleggiato alla Grimaldi Lines ed impiegato nei collegamenti tra Genova, Ajaccio e Porto Torres. Successivamente, torna regolarmente in servizio per Polferries.
Dal 2 aprile al 27 novembre 1987 e dal 25 maggio al 13 ottobre 1988, opera nei collegamenti tra Swinoujscie, Copenaghen e Travemünde.
Da aprile 1997 opera nei collegamenti tra Swinoujscie, Copenaghen e Rønne.
Dal 1º giugno 1999 opera sulla Swinoujscie-Ystad.
Nel 2000 viene trasferito nei collegamenti tra Danzica e Nynäshamn.

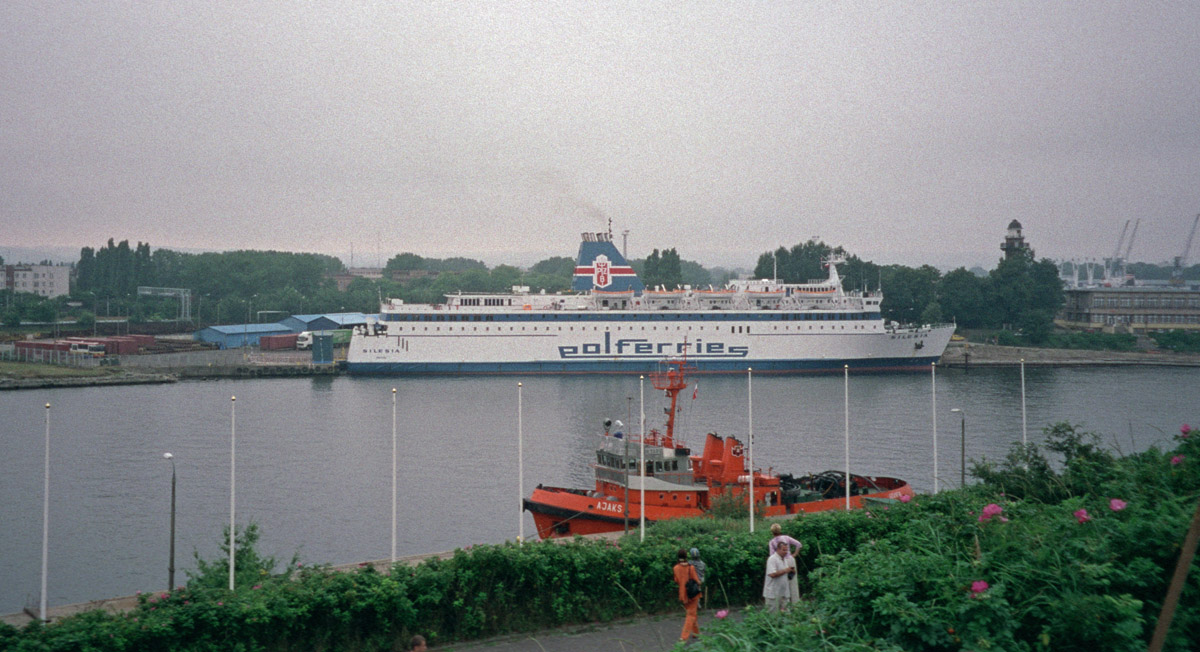
Il Silesia ormeggiato a Danzica nel 2001.

Dal 17 luglio 2003 torna ad operare nei collegamenti tra Swinoujscie ed Ystad.
L'8 febbraio 2004, un marittimo del traghetto muore tragicamente in seguito ad una caduta dalle scale.
Da febbraio a marzo 2005 opera sulla Nynäshamn-Danzica. Successivamente viene disarmato a Swinoujscie e messo in vendita.
Nel luglio del 2007 viene venduto alla GA Ferries ed il 30 agosto salpa da Swinoujscie per Il Pireo, dove giunge il 15 settembre. Tuttavia, non prenderà mai servizio con la nuova compagnia e, poco dopo, viene di nuovo venduto alla Ukrferry Shipping Company LLC.
Ribattezzato Felicia per il trasferimento, il 12 ottobre salpa dal Pireo per Novorossiysk, dove giunge il 27 ottobre.
Nel novembre del 2007 viene ribattezzato Yuzhnaya Palmyra e, dopo esser stato sottoposto ad importanti lavori di ristrutturazione, prende servizio nel gennaio del 2006 nei collegamenti tra Istanbul ed Odessa.

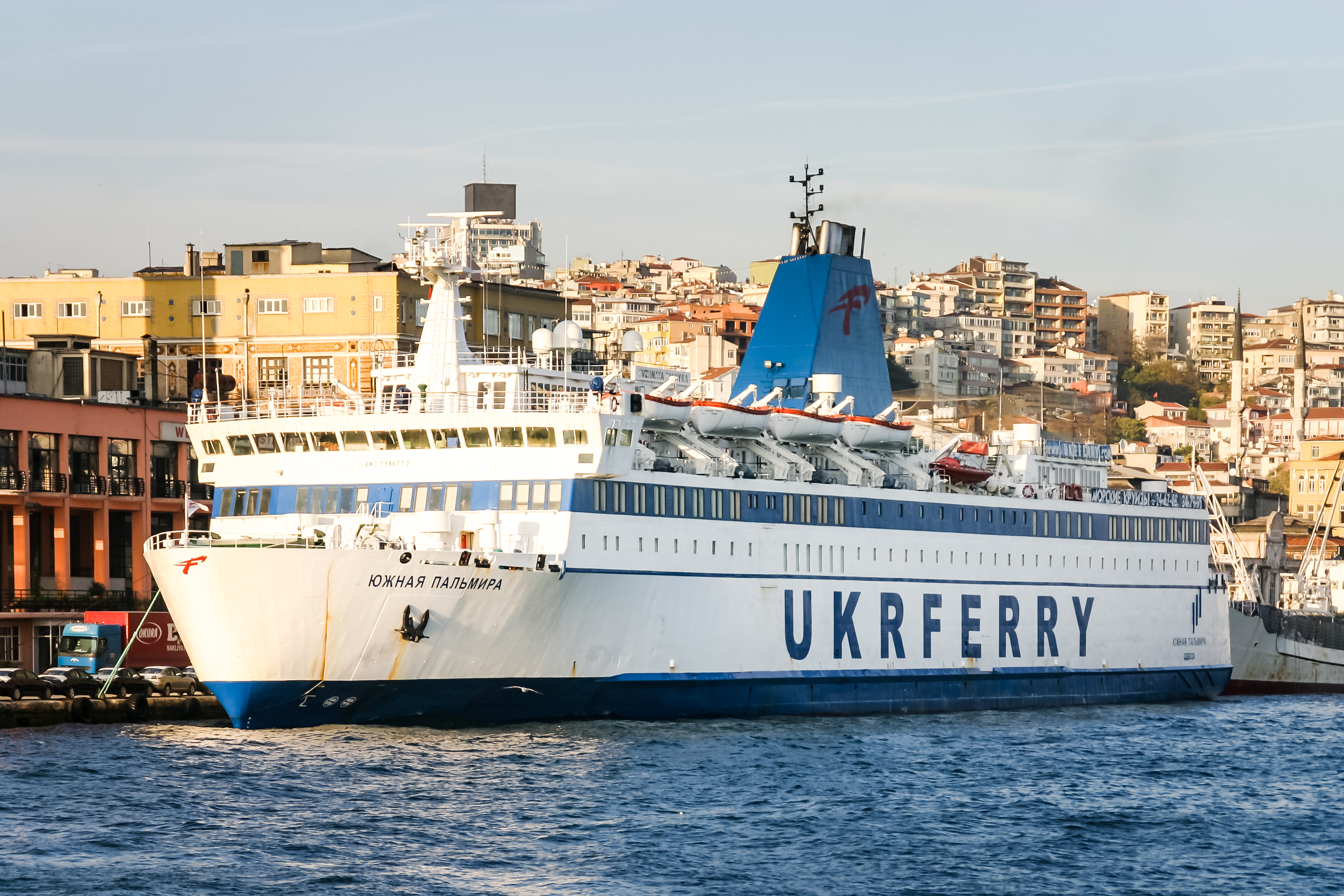
Lo Yuzhnaya Palmyra ormeggiato ad Istanbul nel 2007.

Nel maggio del 2008 viene noleggiato alla Iscomar e, ribattezzato Begoña Del Mar, prende servizio nei collegamenti tra Valencia ed Ibiza.
L'11 gennaio 2009 Iscomar rescinde il contratto di noleggio ed il 17 gennaio salpa da Barcellona per Odessa, dove, una volta arrivato, viene disarmato.
Nel maggio del 2009 viene ribattezzato Yuzhnaya Palmyra e dal 27 luglio torna in servizio sulla Odessa-Istanbul, fino al 12 settembre, quando viene disarmato a Illichivsk e messo in vendita.
Nel dicembre del 2010 ne viene annunciata la cessione alla South Adriatic Shipping Line e, ribattezzato Adriatica I, viene subito girato in noleggio alla neonata Adriatica Traghetti. Il 16 gennaio 2011 prende servizio nei collegamenti tra Bari e Durazzo.
Il 27 settembre 2011 viene disarmato a Bari e, successivamente, trasferito il 15 novembre a Durazzo. 
Dal 23 giugno 2012 torna regolarmente in servizio sulla Bari-Durazzo. A stagione terminata, salpa per la Libia, dove giunge il 13 novembre, posizionandosi in rada a Tripoli. Il 23 dicembre viene trasferito in rada a Termini Imerese e, il 15 febbraio, in cantiere a Messina.
Noleggiato nel marzo del 2019 alla Inter Shipping, il 19 marzo salpa da Messina per Tangeri Med, dove giunge tre giorni dopo, prendendo servizio nei collegamenti tra Algeciras e Tangeri Med.
Il 5 luglio 2013 termina il noleggio e salpa per Porto Empedocle, dove viene disarmato.
Nel 2014 viene noleggiato alla Siremar. Tuttavia, non prenderà mai servizio a causa del mancato superamento delle verifiche tecniche e del successivo sequestro da parte del tribunale di Agrigento. Risolte le vicende giudiziarie, nell'ottobre del 2016 viene messo all'asta e venduto alla A-Ships Management. Ribattezzato Galaxy, salpa da Porto Empedocle per Drapetsona.
Nell'aprile del 2017 viene noleggiato alla Strandfaraskip Landet e, giunto il 16 aprile Tvøroyri, prende il 22 aprile nei collegamenti tra Tvøroyri e Tórshavn.
Terminato il servizio per la Strandfaraskip Landet il 14 maggio 2017, salpa due giorni dopo da Tórshavn per Il Pireo, dove viene disarmato.
Nella stagione estiva 2017 opera nei collegamenti tra Brindisi, Corfù, Igoumenitsa, Cefalonia e Zante. 
Da giugno al 20 settembre 2018 viene noleggiato alla Africa Morocco Link ed impiegato nei collegamenti tra Algeciras e Tangeri Med. 
Nell'aprile del 2019 viene noleggiato alla Traghetti delle Isole ed impiegato sulla Trapani-Pantelleria in sostituzione del Lampedusa.
Nel luglio del 2019 torna in noleggio per la stagione estiva alla Inter Shipping nei collegamenti tra Algeciras e Tangeri Med.
Nel luglio del 2022 prende servizio nei collegamenti tra Brindisi e Valona per la compagnia proprietaria.
Dal 18 febbraio al 21 dicembre 2023 viene noleggiato alla Caronte & Tourist ed impiegato sotto le insegne della Siremar nei collegamenti tra Porto Empedocle e le Isole Pelagie in sostituzione del Sansovino. Terminato il noleggio, il 23 dicembre viene trasferito nei cantieri di Perama in attesa della stagione estiva.
Il 26 aprile 2024 torna in servizio per A-Ships Management sulla Bari-Valona.

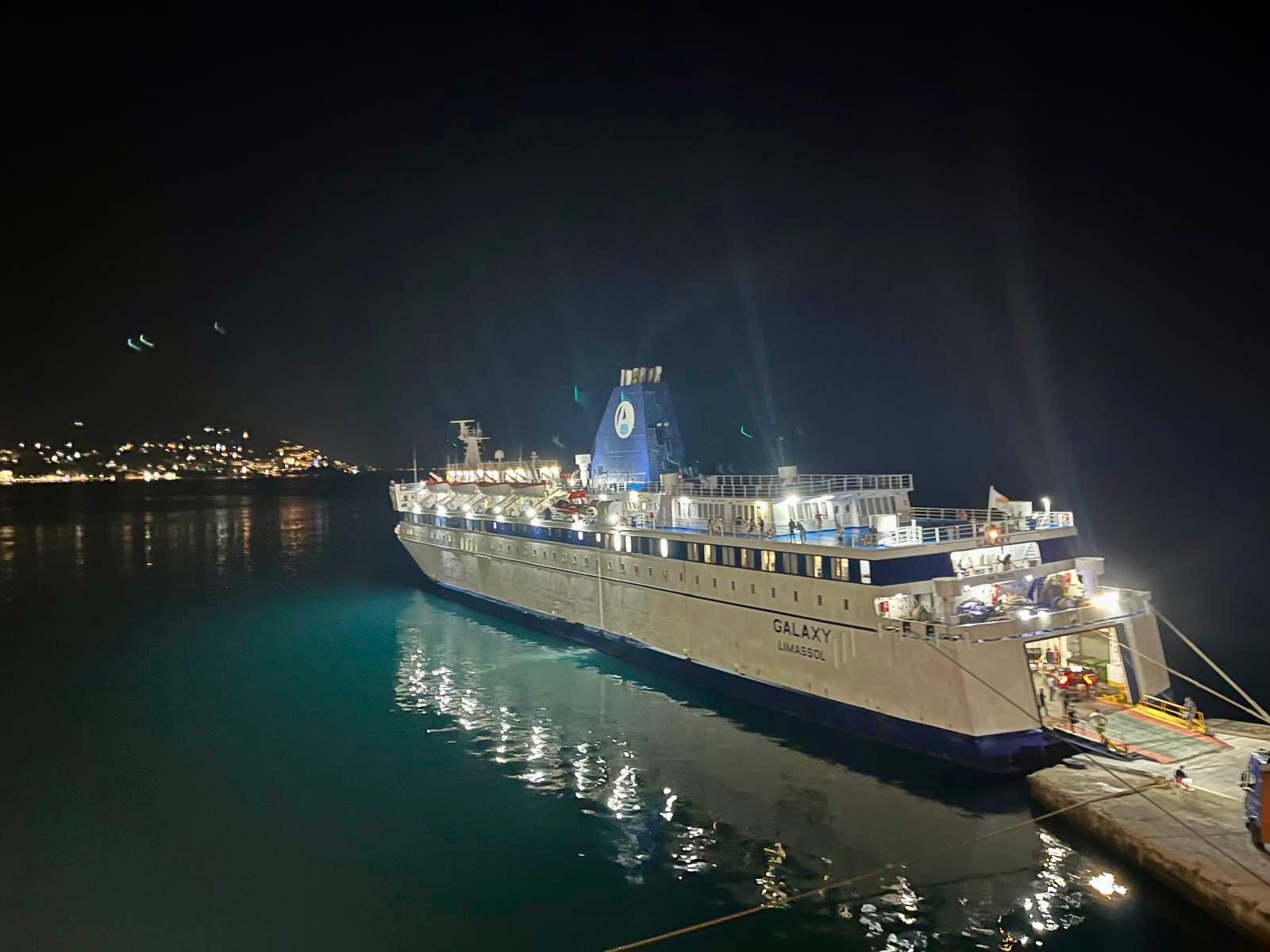
Il Galaxy ormeggiato a Valona nel 2024.

Al termina della stagione estiva 2024 viene disarmato a Giteo e successivamente trasferito nei cantieri di Perama.
Il 1º maggio 2025 viene siglato un accordo di noleggio con la faroense Strandfaraskip Landet, a partire dal 9 agosto 2025, giorno in cui prenderà servizio nei collegamenti tra Torshavn e Tvøroyri.
A inizio agosto salpa da Perama per le Fær Øer.

## Navi gemelle
- Dalmatia (ex Pomerania)
- Pîrî Reis Üniversitesi (ex Ankara)
- TCG Iskenderun
- Samsun